# Filiera corta
La filiera corta (o canale corto o vendita diretta) è una filiera produttiva caratterizzata da un numero limitato di passaggi produttivi, e in particolare di intermediazioni commerciali, che possono portare anche al contatto diretto fra il produttore e il consumatore. È particolarmente diffusa in agricoltura, soprattutto per i prodotti che non necessitano di processi di trasformazione, come il riso o quasi tutti i prodotti ortofrutticoli freschi.
Le filiere corte sono indipendenti dalla grande distribuzione e basate sulla produzione locale; al loro interno si riducono gli intermediari della catena del cibo e le distanze che il cibo stesso percorre. Questo contribuisce al rafforzamento delle economie locali e favorisce il progresso nel campo delle produzioni sostenibili.
L'aggettivo "corta" si riferisce a diversi tipi di prossimità. Per esempio:
- prossimità geografica ed economica, misurata come distanza fisica tra chi produce e chi consuma: gli scambi di mercato sono circoscritti all'interno di un territorio
- prossimità sociale, collegata a un rapporto di fiducia e solidarietà tra produttore e consumatore, che condividono tradizioni e identità territoriali.[3]

## Caratteristiche

### Prezzo
La filiera corta può essere vantaggiosa sia per i consumatori, sia per i produttori:
- i consumatori possono acquistare i prodotti a prezzi trasparenti e spesso migliori rispetto a quelli del canale tradizionale[4]
- i produttori riescono ad avere un'equa remunerazione dal loro lavoro[5]

Per quanto riguarda la formazione del prezzo, le filiere corte:
- permettono ai consumatori di confrontarsi direttamente con il produttore per conoscere e controllare il processo produttivo della merce che acquistano, favorendo la formazione di un prezzo che considera le implicazioni sociali e ambientali delle modalità di produzione
- contribuiscono, nel tempo, all'innovazione dei modelli tipici del sistema agroalimentare
- aiutano le aziende marginalizzate dal sistema tradizionale ad accedere al mercato[6]

In agricoltura, nella determinazione del prezzo, l’approccio più diffuso tra gli organizzatori ed i partecipanti dei mercati degli agricoltori è quello in cui non si considerano solo i benefici economici, ma anche i benefici sociali e ambientali che derivano dall'accorciamento della filiera.

### Vantaggi per i produttori
Il canale corto, dal lato dell'agricoltore, favorisce la riduzione dei costi di produzione:
- l'energia necessaria è ridotta perché viene rispettata la stagionalità dei prodotti
- i costi di imballaggio, conservazione e carburante sono minimi poiché si evita il trasporto su lunghe distanze[5]

### Vantaggi per i consumatori
Oltre alla convenienza, le motivazioni d’acquisto che attirano i consumatori verso il canale diretto sono molteplici:
- la qualità e la freschezza dei prodotti
- la possibilità di rapportarsi direttamente con i produttori
- la volontà di sostenere l'economia locale
- l'aspetto ambientale: il minore inquinamento, il risparmio di energia e la difesa dell’ambiente legati al consumo dei prodotti locali (cibo a chilometro zero, minore utilizzo di packaging, spesso prodotti biologici ottenuti per definizione con minore uso di input chimici rispetto all'agricoltura convenzionale)
- l'aspetto socio-culturale: la riscoperta del mondo rurale e la salvaguardia delle tradizioni e della cultura enogastronomica del territorio[5]

## Rapporto con la filiera lunga
Tra la filiera lunga e la filiera corta ci sono diverse differenze:
- la filiera lunga segue tipicamente una concezione classica di mercato in cui si considera solo la formazione del prezzo. Nel caso della filiera corta, invece, il mercato fa riferimento anche a sistemi alimentari etici: il consumatore ha una visione più ampia che può indurre a rivalutare i consueti comportamenti di consumo.[8]
- la filiera lunga prevede dei circuiti lunghi, cioè vari intermediari e lunghi tragitti di percorrenza[9], mentre la filiera corta riduce al minimo il numero di passaggi di intermediazione[5]
- dal punto di vista dell’impatto economico, i vantaggi della filiera corta rispetto alla lunga sono: valore trattenuto nel territorio, prezzi generalmente più contenuti e minori costi complessivi di produzione e distribuzione
- per quello che riguarda gli impatti ambientali, la filiera corta dà più importanza ai prodotti freschi, locali e di stagione. Questo comporta una riduzione dei consumi energetici e dell'inquinamento legato al trasporto e alla frigo-conservazione. Inoltre, l'uso di imballaggi e confezioni è ridotto al minimo.[10]
- riguardo agli impatti sociali, nella filiera corta la minore distanza sociale migliora la capacità dei consumatori di acquisire informazioni (rapporto di fiducia e scambio di informazioni senza intermediari tra produttori e consumatori), mentre le filiere globali tendono ad oscurare il costo sociale delle merci
- per quello che riguarda l’impatto nei confronti della salute pubblica, si accostano le filiere globali a modelli di nutrizione errati e quello delle filiere corte ad una dieta più salutare. In quanto mezzi di comunicazione di valori non commerciali, le filiere corte possono trasmettere in modo più coerente norme per una corretta nutrizione e hanno effetti indiretti sui comportamenti dei consumatori.[3]

### Coesistenza tra filiera lunga e filiera corta
La filiera lunga come anche quella corta risultano di volta in volta più o meno efficienti a seconda dei diversi contesti locali e situazioni di mercato in cui operano. Ci sono ambiti in cui filiera corta e lunga possono coesistere nel medesimo contesto. Infatti, alcune imprese trovano convenienti le opportunità offerte da entrambe. Un esempio tipico è il settore del vino, dove la vendita diretta svolge un ruolo crescente in aziende che esportano i propri prodotti in tutto il mondo.
La filiera corta, tuttavia, in determinati contesti, risulta meno efficiente della filiera lunga.
- Le aziende più grandi hanno un approccio non esclusivo alla filiera corta, che affiancano ai tradizionali canali di sbocco sul mercato
- per quelle più piccole, che offrono prodotti di nicchia (locali tipici e/o biologici), il circuito breve o la vendita diretta sono spesso fondamentali per la loro stessa sopravvivenza.[11] Per esempio, le piccole aziende agricole di montagna e collina, che si trovano in aree marginali, utilizzano i canali alternativi per far fronte alle maggiori difficoltà legate all’attività produttiva.

Inoltre, per quanto riguarda il tipo di prodotto, la filiera corta è più adatta ai prodotti orticoli, vitivinicoli e trasformati e non alle produzioni frutticole né a tutti quei prodotti (ad es. alcuni cereali) che possono arrivare al consumatore solo dopo una trasformazione non facilmente attuabile in azienda.

## Tipologie
Esistono diversi modelli di organizzazione commerciale della filiera corta.

### Mercati degli agricoltori (Farmers' market)
Si tratta di luoghi un cui si effettua la vendita diretta di prodotti agricoli. I mercati degli agricoltori possono essere costituiti a seguito di una richiesta da parte di imprenditori agricoli o da parte di associazioni di categoria, presentata alle istituzioni locali. Questo modello è nato negli Stati Uniti ed è arrivato in Europa verso la fine degli anni '90.
Le caratteristiche principali sono:
- legame con il territorio, grazie alla vendita di prodotti su scala locale
- priorità ai piccoli produttori
- comunicazione di valori etici ai consumatori, che riscoprono i mercati come luoghi di socialità e incontro[14]

### GAS (Gruppi di acquisto solidale)
I GAS sono dei gruppi di acquisto organizzati da consumatori che vivono nello stesso territorio e desiderano acquistare la merce direttamente dai produttori.
I Gruppi di Acquisto Solidale costituiscono un'esperienza di consumo che, grazie all'accorciamento della filiera, conseguono molteplici obiettivi:
- sostenere i produttori locali[15]
- risparmiare sul prezzo dei prodotti
- preservare gli aspetti etici, quali l'attenzione all'ambiente e agli animali[16]
- garantire la qualità dei prodotti[17]

### Vendita in cassetta (Box Scheme)
La Vendita in cassetta è un servizio fornito ai consumatori che desiderano ricevere una consegna a domicilio periodica, tipicamente settimanale, di una cassetta (box) variabile nelle dimensioni e nei contenuti. La cassetta, secondo le preferenze del consumatore e le disponibilità del mercato, può contenere un'ampia gamma di generi alimentari, quali frutta e verdura di stagione, carne, formaggi o altri prodotti provenienti da produttori locali.

### Community-supported agriculture (CSA)
La community-supported agriculture (CSA) è una relazione tra uno o più produttori e un gruppo di consumatori, nella quale le due parti condividono i rischi, le responsabilità e i costi dell'attività agricola, attraverso un accordo di lungo periodo.
Caratteristiche principali:
- si basa sulla solidarietà reciproca: eventuali imprevisti ricadono sia sui produttori che sui consumatori
- il consumatore interagisce con il mondo agricolo e può controllare l'andamento della produzione
- consente di limitare gli sprechi
- favorisce il rafforzamento dell’economia locale[18]

### Altre modalità
I produttori hanno, nel tempo, sperimentato diverse modalità di vendita diretta. Alcuni esempi sono:
- agricoltura sociale: vendita dei prodotti di imprese in cui lavorano persone svantaggiate
- agricoltura multifunzionale: vendita dei prodotti di imprese che, oltre all'attività agricola, svolgono attività didattiche e di ricezione turistica[15]
- raccolta diretta in azienda (pick up your own): pratica originale per cui i clienti raccolgono direttamente dall’albero o dall’orto i prodotti che desiderano[19]

## Evoluzione della filiera corta
Gli agricoltori hanno da principio identificato le filiere corte come uno strumento di lotta alla globalizzazione del sistema alimentare, per riappropriarsi quote di valore aggiunto che nel corso della modernizzazione erano state erose dai soggetti forti della filiera. Avvicinandosi ai consumatori, gli agricoltori possono quindi trasmettere i valori alternativi incorporati nel prodotto, come la sostenibilità, la biodiversità, la tradizione culturale, la solidarietà.
Le filiere corte hanno assunto nel tempo una struttura sempre più definita e regolamentata, integrandosi nel mondo dei canali che coniugano la vendita di prodotti di qualità con la diffusione di valori quasi assenti nei mercati tradizionali.
In seguito, questo modello ha influenzato il legislatore di diversi paesi, grazie all'attenzione sempre maggiore dei consumatori al tema del cibo. In diverse politiche per lo sviluppo rurale, la filiera corta è infatti menzionata come strumento per il rafforzamento delle identità locali, il potenziamento del turismo e il consolidamento dei legami tra città e campagna.

## Riferimenti normativi

### Unione Europea
Nella riforma della Politica Agricola Comune (PAC) 2014-2020, la filiera corta è menzionata più volte come strumento per agevolare il raggiungimento degli obiettivi europei in materia di sviluppo rurale.

### Italia
Il decreto legislativo 228 del 2001, ha fornito una definizione normativa del concetto di filiera corta e, in particolare, delle sue tipologie: la vendita diretta in azienda, i mercati degli agricoltori, i gruppi di acquisto. Con la legge n. 296 del 2006 il legislatore ha incentivato la creazione di mercati agroalimentari riservati alla vendita diretta, stabilendo che i comuni devono autorizzare i mercati agricoli che soddisfano determinati standard e promuovere azioni di informazione per i consumatori sulle caratteristiche qualitative dei prodotti agricoli in vendita.

#### Politiche regionali
Alcune regioni hanno sviluppato specifiche politiche di intervento.
- In Toscana nel 2007 nasce il Progetto "Filiera Corta", con contributi regionali a fondo perduto dell'80%.[5].
- La legge regionale della Liguria del 2012 regola i farmers' market (L.R. 30/04/2012, n. 19).
- Alcune regioni hanno introdotto misure specifiche di sostegno ai gruppi di acquisto solidali: l’Umbria (legge regionale n.1 del 10/02/2011), la Calabria (legge regionale n.23 del 18/07/2011) e la Puglia (legge regionale n.43 del 13/12/2012). La legge della provincia autonoma di Trento include i gruppi di acquisto solidale tra i "soggetti impegnati nell’economia solidale" (art. 2 comma 3 L.P. 17/06/2010, n. 13).[3]